# Elliot S. Vesell
Elliot Saul Vesell (* 24. Dezember 1933 in New York City; † 23. Juli 2018) war ein US-amerikanischer Pharmakologe.

## Leben
Elliot S. Vesell besuchte die Horace Mann School und die Phillips Exeter Academy, ehe er an der Harvard University amerikanische Literatur und Geschichte studierte. Anschließend erlangte er einen medizinischen Abschluss an der Harvard Medical School und absolvierte sein Postdoktorat an der Rockefeller University. Nachdem er zunächst am Peter Bent Brigham Hospital tätig gewesen war, arbeitete Vesell später für die National Institutes of Health. 1968 wurde er nach der Gründung der Fakultät für Pharmakologie der Pennsylvania State University deren erster Vorsitzender. Er erhielt die Bernard-B.-Brodie-Professur und 1981 die Evan-Pugh-Professur. Im Jahr 1990 wurde er Fellow der American Association for the Advancement of Science. 2004 gab Vesell die Leitung der Fakultät für Pharmakologie ab, sein Nachfolger wurde Kent Vrana. Im Jahr 2008 ging Vesell in den Ruhestand. Er starb am 23. Juli 2018 im Alter von 84 Jahren.